# Tomáš Šimkovič
Tomáš Šimkovič (Bratislava, 16 aprile 1987) è un calciatore slovacco naturalizzato austriaco, centrocampista dell'Hainburg.

## Palmarès

### Club

#### Competizioni nazionali
- Coppa di Lettonia: 2

RFS Riga: 2019, 2021
- Campionato lettone: 1

RFS Riga: 2021